# Musée de Préhistoire de Terra Amata
Le musée de Préhistoire de Terra Amata est un musée municipal de Nice, situé sur les pentes occidentales du mont Boron, au 25 boulevard Carnot. Il est consacré au site préhistorique de Terra Amata.
Avec le musée archéologique de Nice-Cimiez, il constitue les musées d'archéologie de Nice.

## Informations pratiques
Le musée est accessible en tramway (ligne 2, arrêt Port Lympia) ou en bus (n°7, 15 et 38). Il est ouvert tous les jours sauf le mardi, de 10h à 17h du 1er novembre au 30 avril, et de 10h à 18h du 2 mai au 31 octobre.
La billetterie est clôturée 30 minutes avant l'heure de fermeture du musée. 
L'entrée est gratuite pour les :
- Etudiants
- Mineurs

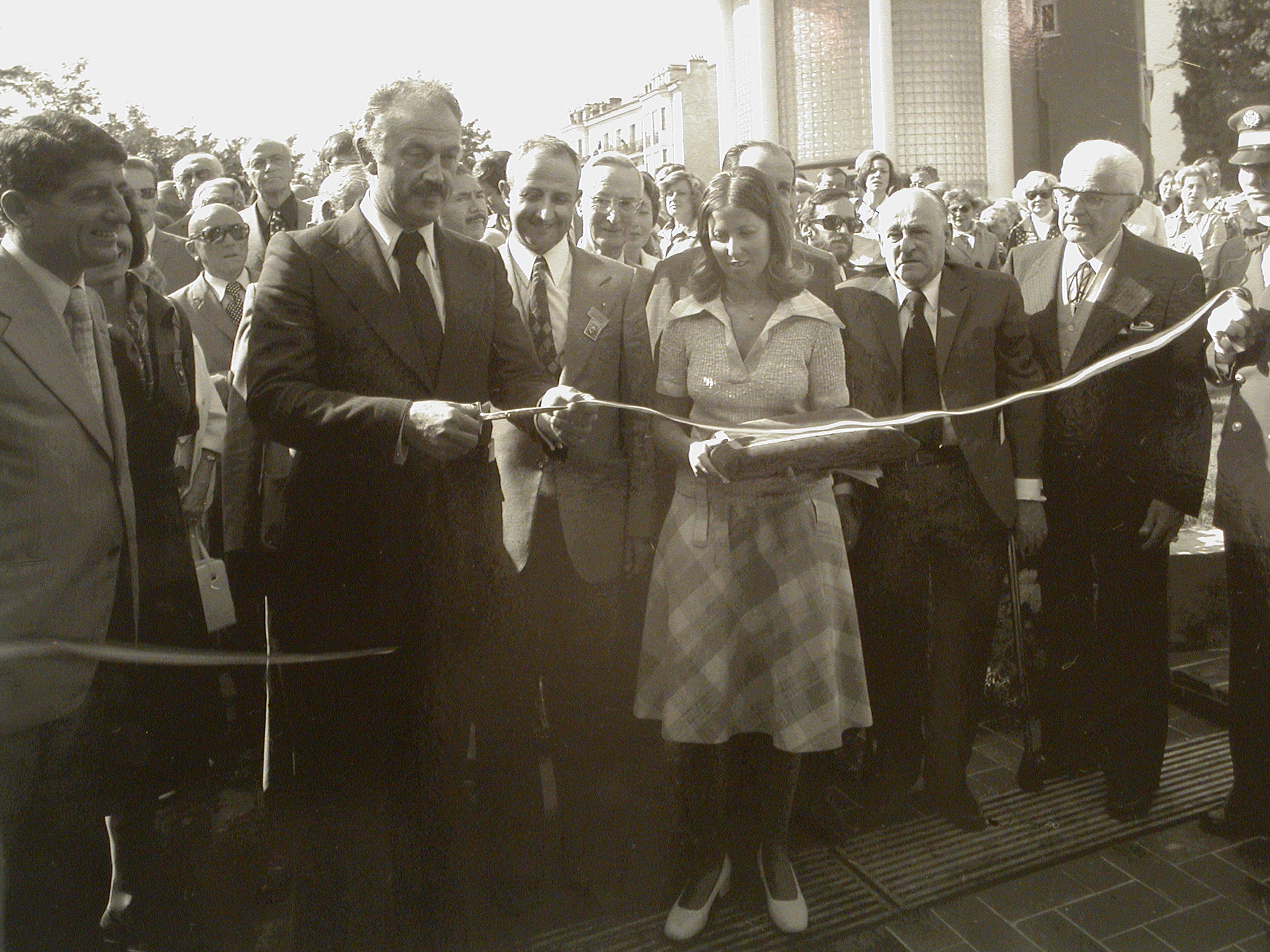
Inauguration de l'ouverture du musée par Jacques Médecin, ancien maire de Nice

- Personnes handicapées titulaires de la carte
- Cartes ICOM et ICOMOS
- Journalistes
- Guides-conférenciers
- Personnes disposant du pass Education
- Employés de la ville de Nice, de la Métropole NCA et du CCAS
- Adhérents des associations des amis des musées de Nice
- Demandeurs d'emploi
- Bénéficiaires du RSA, de l'ASS et de l'ASPA

Le musée de Terra Amata dispose d'une application mobile téléchargeable gratuitement permettant de découvrir le musée et ses collections. Elle propose aussi un jeu parcours pour les enfants.

## Historique
En 1958, la plage fossile de Terra Amata est signalée par des géologues. Lors de travaux de construction d’un immeuble, le site fait l’objet de fouilles archéologiques, menées en 1966 sous la direction du préhistorien Henry de Lumley. Autorisées à l'origine pour quelques jours, ces dernières débutent le 28 janvier et s'achèvent finalement six mois plus tard, le 5 juillet 1966.

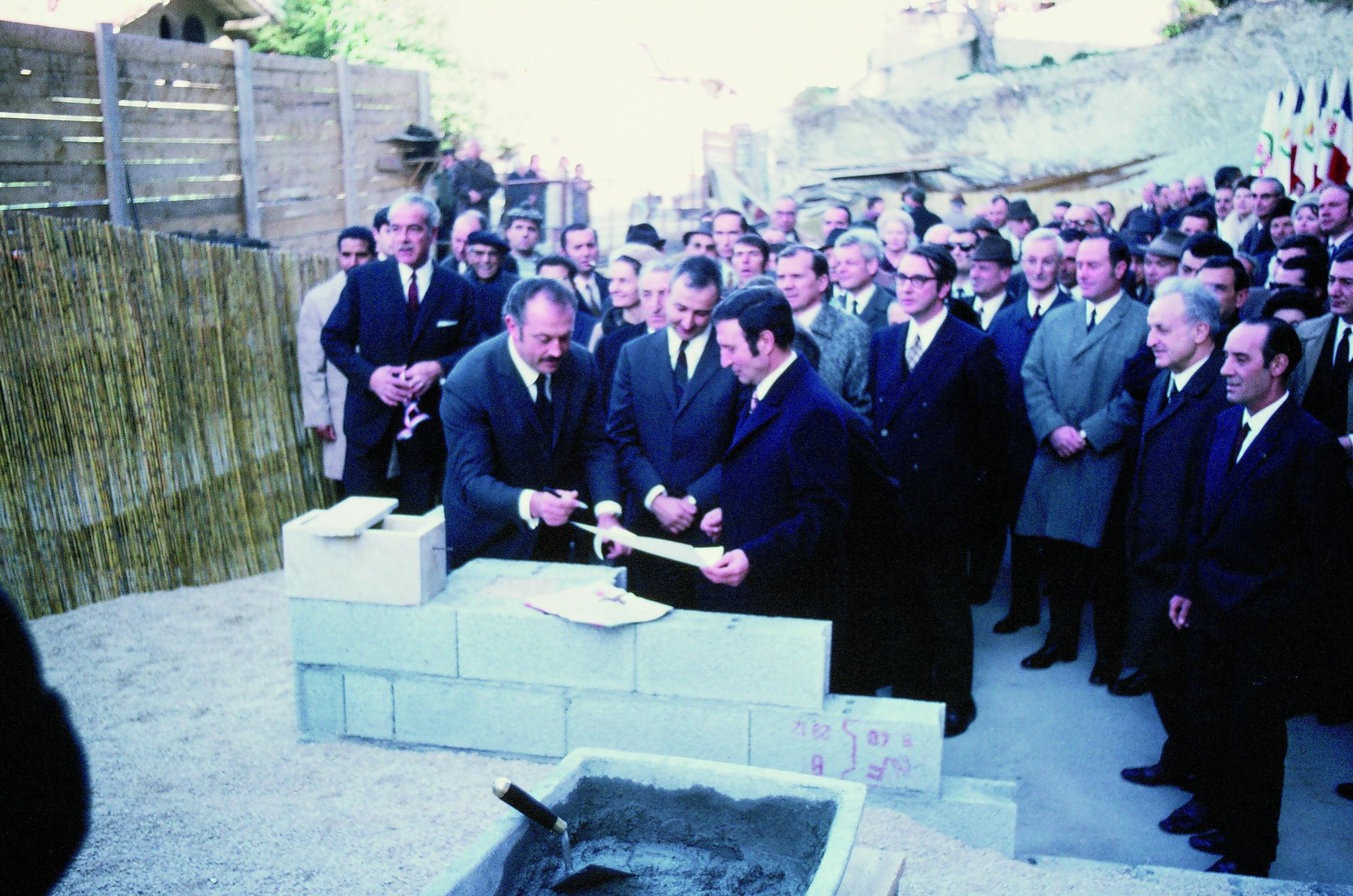
Première pierre posée du musée en présence de Jacques Médecin et Henri de Lumley

En 1970, la ville de Nice décide de créer un musée sur l’emplacement du site. La première pierre est posée le 11 janvier 1971. Le 17 septembre 1976, le musée ouvre ses portes au rez-de-chaussée de l’immeuble d’habitation construit après les fouilles. Cela fait du musée de Préhistoire de Terra Amata le premier musée de site de Préhistoire en France. L'année suivante il reçoit le Prix du musée de l'année. Enfin, il obtient en 2002 le label "Musée de France".
Le public y découvre une partie des objets dégagés lors de la fouille de Terra Amata, permettant de donner un aperçu de la vie quotidienne des premiers niçois : leur habitat, leurs outils, leur cadre de vie (paléoenvironnement), etc. La salle des réserves contient quant à elle plus de 100 000 objets, parmi lesquelles certaines collections dites exotiques car provenant de dons privés ou d'autres sites archéologiques.
Le musée accueille également chaque année des expositions temporaires durant la partie estivale.

## Terra Amata et l'archéologie préventive
Terra Amata fait partie des sites ayant eu un rôle important dans la mise en place de l'archéologie préventive en France. En effet les fouilles de 1966 deviennent emblématiques des problèmes rencontrés en matière de sauvetage du patrimoine archéologique enfoui en France. Faute de loi, les vestiges sont régulièrement menacés de destruction lors de travaux d'aménagement. 
Le Président Valéry Giscard d'Estaing est alors interpellé sur cette question. Ce dernier fait appel en 1974 à Jacques Soustelle, ethnologue et ancien ministre, pour effectuer une mission parlementaire auprès du Premier ministre, Jacques Chirac, via la rédaction d'un rapport sur l'état de l'archéologie en France. Dans ce cadre, Jacques Soustelle visite le chantier de construction du musée de Terra Amata afin d'évaluer les problèmes rencontrés. 
En 1975, le rapport sur la Recherche française en archéologie et anthropologie est déposé. Deux sites régionaux servent d'exemples parmi plusieurs cas nationaux : le chantier de la Bourse à Marseille (aujourd'hui appelé "Jardin des Vestiges") et celui de Terra Amata. De ce dernier découlent plusieurs mesures : 
- Création d'une carte archéologique
- Renforcement en moyens et en personnels du bureau des fouilles
- En 1977, création d'un fonds d'intervention destiné à l'archéologie de sauvetage (FIAS)

Le plus important reste l'adoption de l'article R.111-3-2 du Code de l'Urbanisme permettant de refuser un permis de construire "si les constructions sont de nature [...] à compromettre la conservation ou la mise en valeur d'un site ou de vestiges archéologiques". 
En 1979 la sous-direction de l'Archéologie est mise en place dans le carde de la nouvelle direction du patrimoine du Ministre de la Culture. Son rôle est "d'étudier, de protéger, de conserver et de promouvoir le patrimoine archéologique national". Cette date marque la reconnaissance définitive de l'archéologie comme partie intégrante du patrimoine français. 
Ces étapes sont essentielles dans le processus de législation menant à la loi de 2001 sur l'archéologie préventive et à la création de l'INRAP en 2002. 

## Description
Le musée occupe ainsi le rez-de-chaussée d'un immeuble d'habitation. Devant, une sculpture monumentale de l'artiste Raymond Moretti intitulée La place de l'Homme au sein du cosmos a été installée en 1976. Restaurée en 2016, elle retrace en 14 points les grandes étapes de l'histoire de la vie et de l'Homme. 

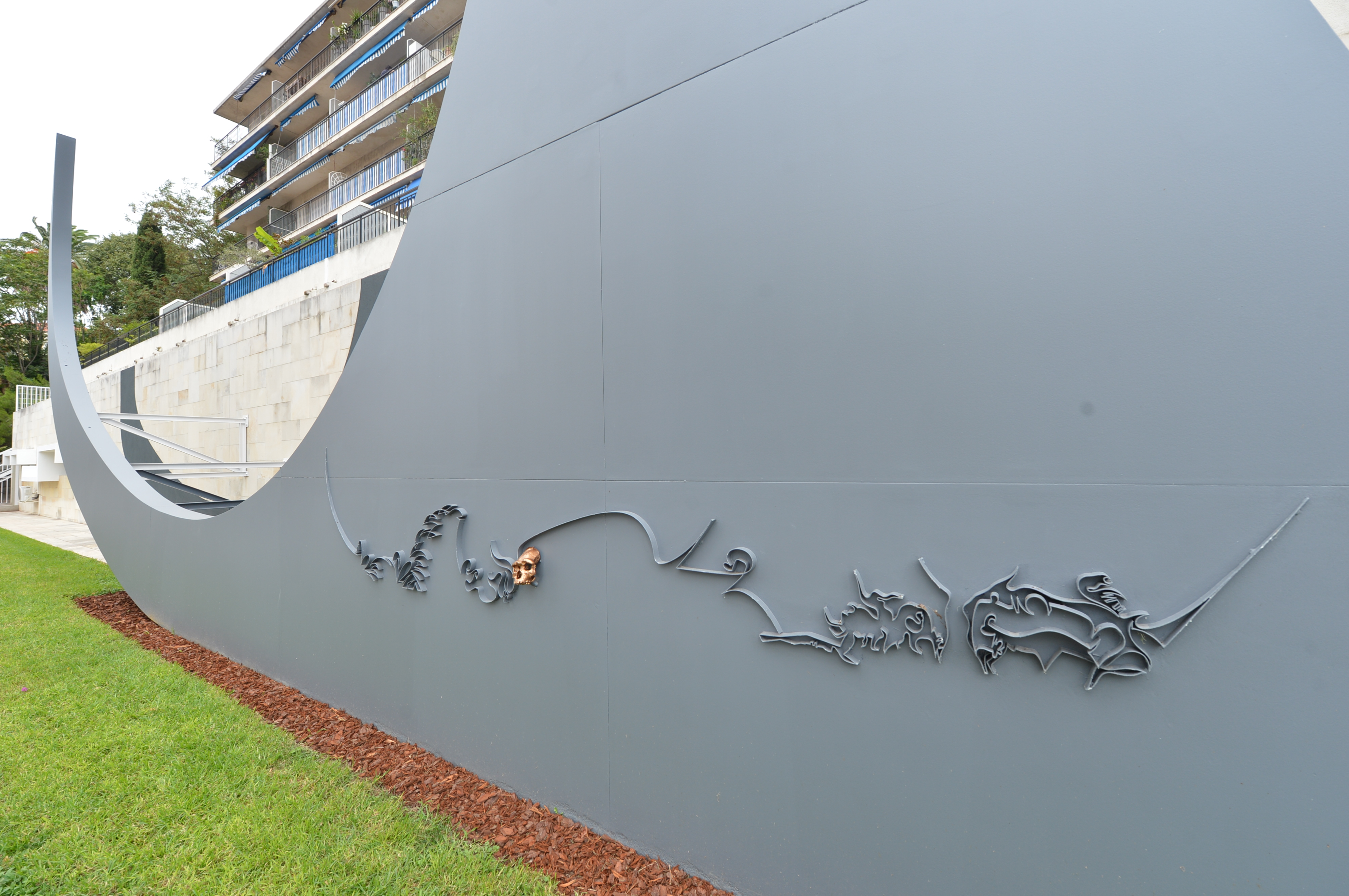
Œuvre de Moretti pour l'inauguration du musée de Terra Amata

À la suite de quatre mois de travaux, la muséographie a été repensée et actualisée en 2016. Etendue entre le rez-de-chaussée et l'étage, cette dernière est organisée de la manière suivante : 
- Espace 1/2 : Notions essentielles sur le site de Terra Amata
- Espace 3 : Historique de la découverte du site
- Espace 4 : Géographie, Stratigraphie, Sédimentologie, Variations eustatiques et les datations
- Espace 5 : L'environnement
- Espace 6 : Les outils
- Espace 7 : L'Homme
- Espace 8 : Saisonnalité des campements
- Espace 9 : L'habitat
- Espace 10 : Le feu
- Espace 11 : Moulage de l'un des sols de la dune littorale

Des outils de médiation numérique ont été mis en place, comme des écrans (illustrant les fouilles de 1966, ou des spécialistes tels Henry de Lumley ou Patricia Valensi) ou encore des outils de modélisation en 3D permettant, par exemple, de découvrir sous tous les angles le moulage du sol DM et le matériel archéologique trouvé sur le sol d'origine. 
Une vue des réserves a également été percée afin de les mettre en lumière pour les visiteurs et de faire le lien entre la présentation des collections et leur conservation, collections qui continuent d'exister via le monde de la recherche. 
A ces espaces vient s'ajouter une salle de médiation, servant également de salle de conférence et de salle d'exposition l'été (voir la partie sur les expositions temporaires).

## Le musée

### Collections permanentes

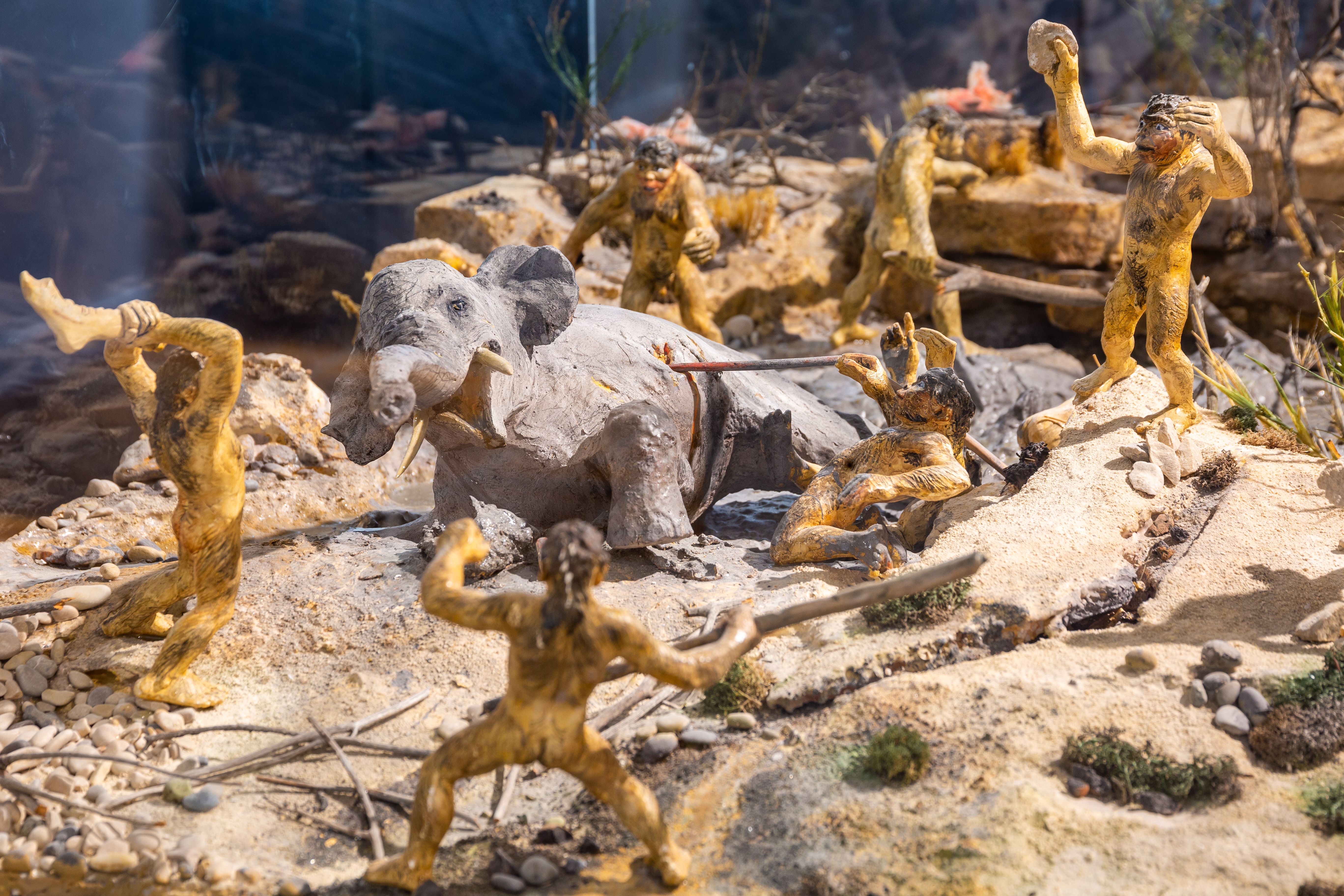
Diorama d'une scène de chasse

Le musée expose des objets permettant d'appréhender l'environnement et le mode de vie de ces hommes et femmes de la Préhistoire d'il y a 400 000 - 380 000 ans. Le visiteur peut ainsi y admirer de l'outillage acheuléen (bifaces, choppers, chopping-tools, éclats, etc.), des ossements d'animaux chassés et consommés (sanglier, cerf, rhinocéros de prairie, éléphant antique, etc.) ainsi qu'une dent de lait d'Homo heiderlbergensis, vieille de 380 000 ans, faisant de cette dernière l'un des plus vieux restes humains de France. Des dioramas viennent compléter l'exposition.
Ces objets sont répartis en 3 collections : 
- La collection "Terra Amata" qui a été constituée lors de la fouille du site de Terra Amata.
- Les collections "exotiques" issues de transferts de musées de Nice, de dons et d'achats.
- La collection des moulages.

La plus grande pièce du musée est le moulage de 60 m² (sol DM, unité archéostratigraphique DA4). 
352 pièces sont présentes dans les vitrines du musée et 120 000 objets en réserve, dont 20 000 sont issus des collections exotiques. 
| - Biface de Terra Amata - Chopper de Terra Amata - Mandibule droite du rhinocéros de prairie - Éléphant antique |

### Expositions temporaires
- 1976 : 20 ans de recherches préhistoriques en France
- 1977 : Le Paléolithique inférieur en pays niçois
- 1977 : Promenade dans les musées et fondations de Nice et de la Côte d'Azur
- 1978 : L'homme et son évolution
- 1979 : Lazaret 79... sur la piste niçoise de l'homme primitif
- 1980 : Dans les grottes préhistoriques, quelques aspects du patrimoine niçois
- 1981 : A l'aube des temps modernes ou la révolution
- 1982 : Les chasseurs artistes de la préhistoire
- 1983 : Mémoires d'éléphants
- 1984 : Et la main fit l'homme
- 1985 : Poteries préhistoriques expérimentales
- 1985 : Naissance de l'écriture
- 1987 : Préhistoire de l'Afrique du Nord
- 1988 : L'artisanat du bois
- 1989 : Les premiers hommes au pays de la bible
- 1990 : Des pierres qui nous font signe : les statues menhirs du Sud-est de la France
- 1991 : Eves et Rêves
- 1992 : Archéologie de la France 30 ans de découverte
- 1992 : Grotte Cosquer
- 1993 : Poterie et cannibalisme
- 1995 : Mammouthise
- 1995 : Méga pierres
- 1995 : Présence Animale dans la vie quotidienne des hommes préhistoriques
- 1999 : L'outil œuvre d'art ou de l'esthétique des outils de pierre préhistoriques
- 2000 : Girafes, un aspect de l'art rupestre saharien
- 2001 : D'une rive à l'autre : l'expédition Monoxylon, une pirogue monoxyle en Méditerranée occidentale
- 2001 : Eclats de silex
- 2004 : Eves et Rêves... le retour
- 2005 : Dmanissi
- 2006 : Terra Amata, 40 après
- 2007 : A la Conquête du feu! Des foyers de Terra Amata aux briquets à gaz, 400 000 ans d'histoire d'allumage du feu
- 2008 : Raymond Moretti et la Préhistoire
- 2008 : Préhistoire de timbres, la collection d'un préhistorien, Pierre Cadenat (1902-1998)
- 2009 : TAMFORTISQUAMARDENS, intervention des étudiants de l'école national d'art contemporain de la Villa Arson
- 2009 : Les idées reçues de la Préhistoire
- 2010 : Les Eves de la Préhistoire, intervention Françoise Vernas-Maunoury
- 2010 : Mouvements anthropomorphiques, photographies Roxanne Petitier
- 2010 : En continuité, Henri Maccheroni à Terra Amata, intervention Michel Butor
- 2011 : Les oiseaux du lac Stymphale, intervention Juliette Elie
- 2011 : D'Elle, intervention Anny Pelouze
- 2011 : L'Arc premier - L'archerie des civilisations sans écriture - collection Alain Sunyol
- 2016 : Raymond Moretti et la Préhistoire - Raymond Moretti à la rencontre de l'homme préhistorique
- 2018 : L'Art des cavernes, par l'association Artesens
- 2018 : The silver and the cross, par Harun Farocki
- 2019 : Bruit originaire par Charlotte Pringuey-Cessac (en collaboration avec le MAMAC)
- 2021 : Maintenant l'origine, intervention de Martin Migue
- 2022 : Heureuse Préhistoire, Pierre Laurent
- 2023 : Briqu'Amata, par Darius et Atossa Trimegiste de l'association Histobriques

### Centre de documentation
Créé en 1976 et situé dans les bureaux du musée, le centre de documentation du musée de Terra Amata constitue un fonds documentaire spécialisé dans le domaine de la Préhistoire. Parmi les quelque 7500 documents (dont le nombre continue d'augmenter), se trouvent des revues scientifiques, des ouvrages généraux, des thèses, mémoires et dictionnaires, etc. Les thèmes abordés couvrent l'ensemble de la Préhistoire du Paléolithique au Néolithique, et de manière pluridisciplinaire (zoologie, géologie, botanique, ethnologie, anthropologie, etc.). 
Le centre de documentation fait partie des bibliothèques municipales à vocation régionale (BMVR) et constitue un centre de recherche. De fait il est ouvert au public et accessible sur prise de rendez-vous, aucun prêt n'étant autorisé (lundi/ mercredi/ jeudi : 10h-17h ; vendredi : 10h-16h). Les documents sont consultables sur place via une salle prévue à cet effet.

### Médiation et conférences
Entre visites guidées et ateliers, la médiation occupe une part importante de la vie du musée. Cette dernière s'étend numériquement via sa chaîne Youtube. 
Le musée accueille également, avec la collaboration de l'association des amis du musée de Terra Amata (CEPTA : Centre d'Etudes Préhistoriques de Terra Amata), des conférences mensuelles portant sur la Préhistoire. 
A ces dernières s'ajoutent d'autres conférences mensuelles organisées par le CHAAM (Cercle d'Histoire et d'Archéologie des Alpes-Maritimes), dont les sujets s'étendent également aux périodes historiques. 